# Hassan Taxi
Hassan Taxi (àrab: حسان طاكسي, Ḥassān Ṭāksī) és una comèdia algeriana dirigida per Mohamed Slim Riad, estrenada el 1982.

## Argument
Hassen, cansat i desgastat pels llargs anys posteriors a la independència, obté, com a vell combatent, una llicència de taxi. Amb el seu taxi solcarà els carrers d'Alger i viurà les aventures més rocambolesques.

## Repartiment
- Rouiched
- Robert Castel
- Lucette Sahuquet